# Batibo
Batibo ist eine Gemeinde in Kamerun in der Region Nord-Ouest im Département Momo. 

## Geografie
Batibo liegt im Nordwesten Kameruns, etwa 70 Kilometer von der nigerianischen Grenze entfernt.

## Verkehr
Batibo liegt an der Fernstraße N6.

## Persönlichkeiten
- Aka-Adeck Mba (* 1979), kamerunischer Fußballspieler